# Segretario di Stato del Belgio
Il Segretario di Stato (Staatssecretaris) in Belgio è un funzionario politico all'interno del governo nazionale.
Un segretario di stato ha una propria area politica, è responsabile nei confronti del Parlamento ed è membro del Governo belga. Il Governo della capitale di Bruxelles ha anch'esso 3 segretari di stato.
Alle consultazioni in seno al Consiglio dei ministri parteciperà solo il segretario di Stato se il settore interessato è pertinente. Il segretario di Stato non ha il diritto di voto nel Consiglio dei ministri.